# El Último de la Fila
El Último de la Fila es un grupo musical de rock español formado por Manolo García (vocalista) y Quimi Portet (guitarrista), surgido en la ciudad de Barcelona. Ha sido uno de los grupos musicales de más éxito en España durante las décadas de 1980 y de 1990, años en los que desarrollaron siete álbumes musicales y numerosas giras, generalmente en España, aunque también en diversos países de Hispanoamérica.

## Precedentes
Antes de la formación del grupo, los dos componentes del mismo tuvieron andaduras paralelas en distintas agrupaciones musicales. Por su parte Manolo García (Pueblo Nuevo, Barcelona, 1955) empezó su andadura musical como batería en grupos de baile, actuando en bares y fiestas locales en conjuntos como Materia Gris. Poco después, unido a otros músicos como Antonio Fidel o Esteban Martín empieza a crear un repertorio propio, dando vida así a Los Rápidos, grupo que sólo editó un LP con la discográfica EMI, Rápidos, en 1981, disco de sencillo pop rock ochentero. A pesar de las buenas críticas, el disco no tuvo las suficientes ventas y la discográfica no les publicó un segundo álbum del cual ya tenían la maqueta. Quimi Portet (* Vic, Barcelona, 1957), por su parte, estuvo en diversas agrupaciones musicales de distinta índole hasta que recaló en Kul de Mandril grupo catalán que solo grabó unas maquetas en directo a principios de los años 1980 y un sencillo: «Jamón de mono».
Manolo y Quimi se conocen en el festival Rock de Lluna, en junio de 1981, en la que tanto Los Rápidos como Kul de mandril eran dos de los grupos invitados. Como Manolo estaba buscando un nuevo guitarrista para su grupo, decidieron incorporar a Quimi Portet. Durante un tiempo actuaron en Cataluña, pero el grupo no tardaría en disolverse ante la poca perspectiva de éxito.
Manolo García se marcha al País Vasco con intención de proseguir su carrera musical lejos de Cataluña, mientras tanto Quimi Portet y algunos de los músicos de los antiguos Los Rápidos empezaron a dar forma a nuevas canciones para un grupo que acabó llamándose Los Burros tras la incorporación de Manolo, que no tuvo éxito en su búsqueda. Grabaron un LP con la discográfica Belter, llamado Rebuznos de amor, con canciones compuestas casi en exclusiva por Manolo y Quimi, algunas de ellas rescatadas de las maquetas que no se publicaron de Los Rápidos. Pese a que no tuvieron éxito comercial, sí dejaron algunas canciones posteriormente importantes y recordadas como «Huesos» o «Mi novia se llamaba Ramón», y otras canciones con un toque mucho más original y arriesgado que en Los Rápidos, gracias a la influencia del carácter surrealista de Portet. Sin embargo, Belter se hundió y con ella el futuro del grupo.

## Historia

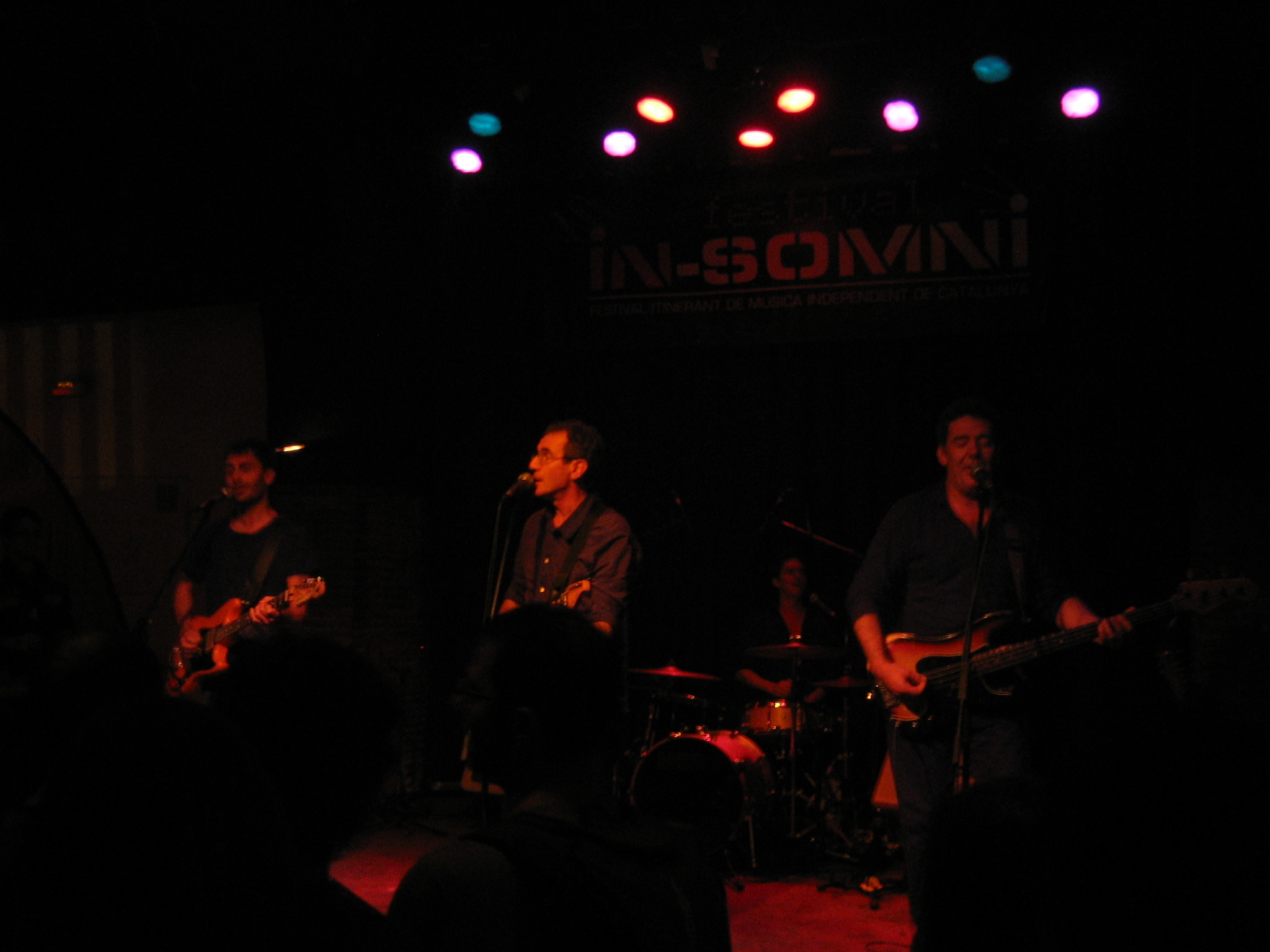
Quimi Portet, segundo a la izquierda

Tras el poco éxito de su último proyecto, Manolo y Quimi deciden probar suerte en una nueva formación con la pequeña discográfica PDI, tomando como nombre El Último de la Fila, nombre sacado de una canción de Dio. El éxito por fin empieza a sonreírles cuando ganan el concurso de maquetas de la revista Rock Spezial tocando tan solo dos temas: «Cuando la pobreza entra por la puerta, el amor salta por la ventana» y «A cualquiera puede sucederle», lo que les regalaba un precontrato con la discográfica multinacional Virgin, que posteriormente rechazaron para cumplir su palabra con PDI.

### El inicio en PDI
En 1985 publican su primer LP: Cuando la pobreza entra por la puerta, el amor salta por la ventana que incluye las dos canciones presentadas en el festival en el que se alzaron con la victoria. Este disco significó un cambio al concepto musical que venían haciendo hasta ahora, dándole a su rock unos toques sureños, árabes y flamencos hasta ahora solo apreciables en la voz de Manolo, dejando claras las influencias de grupos de rock andaluz, como Triana o Medina Azahara. Las letras se tornan más poéticas, mezclando la lírica con los temas sociales y el surrealismo. Destacan piezas roqueras como «Dulces sueños» y otras más intimistas como la antibélica «Querida Milagros»'. Con este disco consiguieron el premio de grupo revelación otorgado por el programa Diario Pop de Radio 3.
Al año siguiente sacaron a la venta su segundo álbum: Enemigos de lo ajeno; una colección de canciones que pretende un camino continuista con su anterior LP, con canciones que se han convertido en unas de las más importantes del rock español como «Aviones plateados» e «Insurrección», canción que fue nombrada la mejor del año en España por la revista musical especializada Rock de Lux, publicación que también le nombró el "Grupo del año en directo" y a su disco, "Disco del año". Dado su triunfo y su ascensión en ventas, empezaron a dejarse ver en directo cada vez más a menudo, ofreciendo unos directos impecables y enérgicos que aumentaron su número de seguidores, que ya se contaban por cientos de miles.

### 1987: reediciones y proyectos paralelos
Tras sus dos primeros discos decidieron darle un lavado de cara a sus mejores temas en un nuevo estudio en Londres, ya que el sonido conseguido en los rudimentarios estudios de PDI era muy mejorable. De esta manera salió su LP Nuevas mezclas (disco a veces mal llamado Nueva mezcla o El Último de la Fila), en el que regrabaron canciones con un toque distinto, e incluso a veces cambiando completamente la música como en el caso de «Son cuatro días» y modificando parte de la letra como en «El loco de la calle». También se incluyó «¿Quién eres tú?», canción que sólo se podía oír como cara B de uno de sus sencillos. La música ganó en claridad aunque perdió en artesanía. Se convirtió en su disco más vendido hasta el momento, multiplicando casi por 6 las ventas de su anterior álbum.
Paralelamente a este proyecto, Quimi, que siempre deseó colaborar con el rock catalán, grabó su primer álbum en solitario, Persones estranyes, cantado en catalán, compuesto por Quimi y producido por Quimi y Manolo. Su repercusión fue escasa. También, en ese mismo año, Grabaciones Accidentales S. A. (GASA) se hace con los derechos de Los Burros y decidieron reeditar Rebuznos de amor y publicar un nuevo mini-LP llamado Jamón de burro, que contenía 6 canciones muy variopintas, desde una nueva versión de «Huesos» hasta una de «Jamón de mono», una canción de Kul de Mandril, pasando por composiciones descartadas de aquellos años y alguna canción nueva. GASA también editó una versión de este miniLP incluyendo Rebuznos de amor, todo en un solo disco.

### El fin con PDI
PDI sabía que la repercusión del grupo era demasiada para sus escasos recursos, así que decidió dejarles campo libre para que grabaran donde se les antojara. De esta manera, en 1988 el grupo se desplazó a Francia para grabar Como la cabeza al sombrero, un disco de carácter más intimista, muy acústico y más comercial, lo que quizás en primera instancia decepcionara a sus seguidores, pero que en poco tiempo se ganó el título de obra maestra y es, para muchos de sus seguidores, su mejor disco. Canciones como «Sara», «Llanto de pasión» o «Ya no danzo al son de los tambores» sonaron por todas las emisoras de España, convirtiendo el disco en un superventas. El grupo empezó a acostumbrarse a colgar el cartel de "No hay billetes" en todos los conciertos de su gira.
Uno de los momentos cumbre del grupo fue en ese mismo año, cuando fueron invitados a participar en el concierto Human Rights Now! (Concierto Pro Derechos Humanos), al compartir cartel con artistas del calibre de Bruce Springsteen, Tracy Chapman, Sting, Peter Gabriel y Youssou N’Dour.
La fama del grupo crece exponencialmente, y ya suenan en Hispanoamérica y algunos países europeos. Las giras del grupo empiezan a ser extremadamente largas, extendiéndolas más y más, debido a la demanda. De esta manera, en 1989 se edita Como la cabeza al sombrero en diversos países de Europa mientras que el grupo se traslada a América para comenzar otra gira por países hispanos y Estados Unidos.
PDI ya no puede mantener a un grupo de la repercusión de El Último de la Fila, así la banda decide dejar PDI para irse a una discográfica mayor, la multinacional EMI, que les permitió tener un sello discográfico propio: Perro Records. Manolo y Quimi mantuvieron la noticia en secreto hasta la salida de su siguiente disco, para no desvirtuar la atención de lo estrictamente musical.

### La etapa EMI y nuevo sello discográfico
El estreno de su nuevo sello en 1990 vino acompañado del lanzamiento de su siguiente disco Nuevo pequeño catálogo de seres y estares, siendo el disco más extraño y experimental del grupo, pero no por ello obtuvieron un éxito menor, todo lo contrario, las ventas del disco, lejos de estancarse, siguieron subiendo, manteniéndolo varias semanas consecutivas como número uno de la lista AFYVE. En este disco dan un protagonismo mayor a los teclados y los sonidos de fondo y atmosféricos, con éxitos como «Cuando el mar te tenga», «Músico loco», «Canta por mí» o «En mi pecho». Mantienen el estilo lírico que les dio el éxito y reformaron su estilo musical hasta un género más pop. Como nota curiosa, el grupo recibió una oferta millonaria para unir el nombre del grupo a cierta marca comercial (la cual nunca nombraron), según sus componentes, les pareció tan inapropiado que declinaron la oferta y en vez de eso unieron su nombre a organizaciones ecologistas como Greenpeace y ONG como Amnistía Internacional así como otras 18 organizaciones ecologistas locales repartidas por toda España. Se puede apreciar en la contraportada del disco.
La gira del grupo no tardó en llegar, esta vez Dr. Music se encargó de gestionarla. Cerca de 750,000 personas vieron al grupo en directo durante los cinco meses que duró (más tarde se amplió, incluyendo Europa y América), y durante los cuales expusieron su carácter ecologista y comprometido con la naturaleza y la sociedad, vendiendo merchandising de ONG y realizando aportaciones económicas. En un concierto destinado principalmente a la concienciación ecológica, coincidieron con Tina Turner con la que entablaron cierta amistad, ya que posteriormente el grupo fue telonero de la cantante en sus conciertos por Europa.
A finales de 1992 grabaron un nuevo disco: Astronomía razonable, disco con el que consagraron su éxito con cerca de un millón de copias vendidas en España desde que salió a la venta, a principios de 1993. El disco contiene algunas de las canciones más conocidas del grupo como «Mar antiguo», «Como un burro amarrado en la puerta del baile», «Lápiz y tinta» o «El que canta su mal espanta». Se mantuvo varios meses consecutivos como número uno de la AFYVE batiendo el récord de semanas consecutivas en dicho puesto. En su sonido volvieron a predominar las guitarras (tanto eléctricas como acústicas y españolas) y las letras respiraban un tono lírico y surrealista que recordaba a su etapa de final de los años 1980, además es el disco que más baladas incluía. Contaba con la colaboración en la producción de David Tickle, famoso productor internacional. La gira del disco incluye casi cien conciertos y más de un millón de espectadores. Paralelamente, se editó también una versión del disco en Italia que contenía seis de los temas cantados en italiano.
Tras un año sabático, en 1995 vuelven con otro disco: La rebelión de los hombres rana, publicado por Chrysalis, una marca de EMI, pero a través siempre de Perro Records. Aquí el grupo decidió arriesgarse con un sonido más oscuro y unos ritmos más lentos, cercanos al medio tiempo, que no llegaron a gustar a todos los seguidores, pero que escondían canciones destacadas como «Sin llaves», «Las hojas que ríen», «Uva de la vieja parra» o «¡Qué bien huelen los pinos!». Las ventas tuvieron un receso respecto a su anterior disco, pero no lo suficiente como para ser preocupante de cara al futuro. La gira que acompañó al disco empezó incluso antes de la salida de este, lo que no impidió que llenaran los recintos donde actuaban.
Ese mismo año, Manolo García se reunió con los antiguos componentes de Los Rápidos y decidieron publicar la maqueta que contenía las canciones que darían forma a su segundo LP, si este hubiera llegado a publicarse. Así, bajo el nombre de Los Rápidos 2 - Maquetas, el sello Perro Records lo sacó a la venta para dar a conocer unas canciones que de otra forma caerían en el olvido.

### La disolución del grupo
Tras su último disco, los componentes del grupo se dieron un tiempo para sí mismos. Por su parte Quimi, publicó bajo Chrysalis y Perro Records otro álbum en solitario: Hoquei sobre pedres en 1997, esta vez más trabajado y de mayor calidad que su otra aventura y de nuevo en catalán. Por su parte Manolo estaba trabajando en composiciones personales al margen del grupo.
Se especulaba mucho sobre el futuro de la banda y el 13 de enero de 1998 el grupo anunciaba su disolución, alegando que ya habían dado todo lo que podían juntos y que ahora les apetecía probar suerte en solitario siguiendo cada uno su propio camino. Esta respuesta no convenció a muchos, que especularon con una posible pelea de los integrantes, sin embargo, posteriores colaboraciones demostraron que la relación entre ambos es cordial. También se especuló con que la separación del grupo fuese debida al nacimiento de la hija de Quimi, y la atención que ésta requeriría sería incompatible con las enormes giras, asunto en el que Manolo no estaba dispuesto a ceder; tema al cual han respondido con negativas pero sin desmentirlo del todo.
En una entrevista concedida en marzo de 2014, Manolo García afirmó que el grupo se disolvió porque Quimi Portet "empezaba a estar incómodo con el tema lingüístico" y daba más importancia a cantar en Catalán, ya que las canciones del grupo fueron en castellano. García añadía en esa misma entrevista: "Yo puedo hablar catalán, pero no tengo esa sensación de patria, igual que tampoco la tengo de patria española".
Tras la separación, Quimi Portet ha sacado seis discos: Cançoner electromagnètic (1999), Acadèmia dels somnis (2001), La Terra és plana (2004), Matem els dimarts i els divendres (2007), Viatge a Montserrat (2009) y Oh my love (2012), con notable éxito dentro del territorio catalanoparlante; mientras que Manolo García publicó Arena en los bolsillos (1998), Nunca el tiempo es perdido (2001), Para que no se duerman mis sentidos (2004), Saldremos a la lluvia (2008), Los días intactos (2011) , Todo es ahora (2014) y Geometría del Rayo (2018) además de sendas cajas de sencillos de cada uno de sus álbumes, obteniendo éxito de crítica y público, y continuando con el sonido que dio carácter al grupo pero imprimiendo su matiz personal. Durante todo ese tiempo, ambos componentes del grupo han trabajado en solitario, aunque compartiendo sello discográfico.

### Reunión, nuevo disco y gira
En septiembre de 2023 se anuncia la reunión de Manolo y Quimi, para un nuevo disco llamado "Desbarajuste Piramidal". Se trata de un recopilatorio, pero con nuevas versiones de un elenco de canciones que cubren toda la discografía de EUDLF, con el añadido «Navaja de Papel» canción de Los Rápidos, sustituyendo a «Los ángeles no tienen hélices», un tema al que no le encontraron la salida al regrabarlo. En las siguientes semanas comienzan a dar a conocer canciones de esas nuevas grabaciones, como «Lejos de las leyes de los hombres» o «Mar Antiguo», mostrando un sonido muy distinto al original de esas canciones, con arreglos e instrumentación que las coloca en una nueva perspectiva para el oyente. En abril de 2025 se anuncia el regreso en una gira en 2026 por 9 ciudades españolas.

## Obra

### Discografía
- Cuando la pobreza entra por la puerta, el amor salta por la ventana (PDI, 1985)
- Enemigos de lo ajeno (PDI, 1986)
- Nuevas mezclas (PDI, 1987)
- Como la cabeza al sombrero (PDI, 1988)
- Nuevo pequeño catálogo de seres y estares (EMI, 1990)
- Astronomía razonable (EMI, 1993)
- La rebelión de los hombres rana (EMI, 1995)
- En directo, gira 95 (directo) (Legacy, 2016)
- Desbarajuste Piramidal (Warner Music Spain, 2023) (Álbum con la regrabación de varios de sus temas más emblemáticos)

### Sencillos
De Cuando la pobreza entra por la puerta, el amor salta por la ventana
- «Cuando la pobreza entra por la puerta, el amor salta por la ventana» (PDI, 1985)
- «Dulces sueños» (PDI, 1985)
- «Querida Milagros» (PDI, 1985)

De Enemigos de lo ajeno
- «Las palabras son cansancio» (PDI, 1986)
- «Insurrección» (PDI, 1986)

De Nuevas mezclas
- «Son cuatro días» (PDI, 1987)

De Como la cabeza al sombrero
- «Ya no danzo al son de los tambores» (PDI, 1988)
- «Sara» (PDI, 1988)
- «A veces se enciende» (PDI, 1988)
- «La piedra redonda» (PDI, 1988)
- «Llanto de pasión» (PDI, 1989)

De Nuevo pequeño catálogo de seres y estares
- «Canta por mí» (EMI, 1990)
- «Músico loco» (EMI, 1990)
- «Del templo a la taberna» (EMI, 1990)
- «Cuando el mar te tenga» (EMI, 1990)
- «En mi pecho» (EMI, 1990)
- «Barrio Triste» (EMI, 1991)

De Astronomía razonable
- «El que canta su mal espanta» (EMI, 1993)
- «Hierbas de Asia» (EMI, 1993)
- «Como un burro amarrado en la puerta del baile» (EMI, 1993)
- «Mar antiguo» (EMI, 1993)
- «Lápiz y tinta» (EMI, 1993)
- «Cosas que pasan» (EMI, 1994)

De La rebelión de los hombres rana
- «Sin llaves» (EMI, 1995)
- «Pedir tu mano» (EMI, 1995)
- «Las hojas que ríen» (EMI, 1996)
- «Vestido de hombre rana» (EMI, 1996)
- «Bailarás como un indio» (EMI, 1996)

### Maxisingles
- El loco de la calle (PDI, 1987)
- Sara (PDI, 1988)
- A veces se enciende (PDI, 1988)

### Discos recopilatorios y de rarezas
- Trece canciones (PDI, 1988)
- Los singles (1985-1988) (PDI, 1989)
- Colección 1985-1988 (EMI, 1991)
- Astronomía razonable: Singles y maquetas (EMI, 1994)
- Lo mejor (EMI/Rodven, 1996)
- Antología (EMI, 2004)
- Grabaciones completas (EMI, 2008)
- Desbarajuste piramidal (PARLOPHONE, 2023)

### Colaboraciones
- VV.AA. - Amnistía Internacional (Avispa, 1994) - Doble CD de carácter benéfico que incluye la canción «Maldita mi estampa» de El Último de la Fila, inédita salvo en este disco.

### Vídeos
- En concierto + Video cutres + Videoclips (CAN S.L., 1989)
- Nuevo pequeño catálogo de seres y estares - 1990 (EMI, 1991)

### Libros de fotografías
- Astronomía razonable - Gira 93 (CAN S.L., 1993) - Simple recopilación de fotografías de la gira.